# The End of the Aisle
"The End of the Aisle" là tập phim thứ 22 nằm trong phần phim thứ 9 của loạt phim hài kịch tình huống truyền hình dài tập của đài CBS How I Met Your Mother và là tập phim thứ 206 trong tổng thể. Tập phim này được phát sóng vào ngày 24 tháng 3 năm 2014.

## Nội dung
Barney (Neil Patrick Harris) và Robin (Cobie Smulders) đều phải trải qua sự hoảng hốt vào lúc 5:28 chiều Chủ Nhật, chỉ 32 phút trước khi làm lễ cưới. Robin có ý định trốn ra ngoài cửa sổ, như Ted và Victoria từng thực hiện trong đám cưới của cô một năm về trước. Sau khi cô nhắc đến việc mình tin tưởng vào chuyện Barney tìm được chiếc dây chuyền như là một tín hiệu của sự đáng tin cậy, Ted (Josh Radnor) bí mật đưa chiếc dây chuyền mà anh phải lặn lội tìm kiếm cho Barney và bảo anh nên nhận mình là người tìm ra nó. Khi Robin nhận ra được sự thật, cô nhớ lại tính không chân thật của Barney và cho rằng Ted mới là người mà cô nên ở bên. Ted từ chối việc bỏ đi cùng cô và phân trần với Robin anh không còn là người từng yêu cô trước đây nữa, đồng thời khẳng định cô và Barney mới là những người dành cho nhau. Hoài nghi về việc đó, Robin bỏ chạy và đâm sầm vào cô chơi guitar bass trong dàn nhạc (Cristin Milioti), sự kiện mà Ted Tương lai mô tả là "cách mà Robin đã gặp mẹ các con".
Trong lúc đó, Marshall (Jason Segel) và Lily (Alyson Hannigan) biết được việc Barney đang phải vật lộn để viết lời thề trong lễ cưới. Khi Lily chỉ ra sự ích kỉ và dễ dãi trong những lời thề đó, Barney nhắc lại những lần mà Lily và Marshall phá vỡ những lời thề trong lễ cưới của họ. Khi cảm thấy thất vọng vì Barney nói đúng, họ cùng nhau đến lễ đường để "cập nhật" những lời thề trước đây và cùng nhau hứa rằng sẽ tiếp tục "cập nhật" thêm lúc sau này thay vì thực hiện những lời thề hoàn hảo. Barney chứng kiến tất cả và đi tìm Robin. Sau khi người Mẹ và Robin đâm sầm vào nhau, The Mother khuyên cô nên hít thở sâu 3 lần thay vì khuyên cô nên ở lại. The Mother bỏ đi sau khi Robin nghe theo lời cô và Barney xuất hiện. Anh chỉ hứa một lời với cô: anh luôn giữ tính chân thật với cô và tiết lộ về sự thật của sợi dây chuyền mà Ted đưa anh lúc trước.
Khi lễ cưới bắt đầu, Barney hoảng hốt lần nữa, khiến Marshall phải giúp anh trấn tĩnh bằng cái tát cuối cùng trong vụ cá tát. Buổi lễ từ đó diễn ra suôn sẻ, với sự có mặt của một chú gấu như là "người mang nhẫn" và kết thúc bằng việc Robin và Barney lấy nhau trước gia đình và bạn bè của họ.

## Âm nhạc
- Future Days - Pearl Jam
- Canon in D - Johann Pachelbel
- Sandcastles in the Sand (nhạc khí)

## Blog của Barney
Barney chia sẻ vài lời thề mà anh chưa có dịp nói cùng Robin.

## Trong văn hóa đại chúng
- Trong lời thề cùng Lily, Marshall có nhắc đến việc từ bỏ kiến nghị Paul McCartney khi để "Weird Al" Yankovic thu âm bài hát chế nhạo lại bài ca kinh điển "Live and Let Die". McCartney chưa cho phép Yankovic thu âm bài hát "Chicken Pot Pie" đó.[2] Anh cũng thề không khóc mỗi khi Minnesota Vikings đấu ở giải NFL. Barney so sánh lời thề của Marshall cùng Lily ăn sáng vào mỗi ngày Chủ Nhật như Sloth từ Goonies.
- Barney muốn lời thề cưới của mình hay như Lionel Richie viết.
- Một cảnh từ quá khứ khi vài tháng sau đám cưới của Marshall và Lily có cho thấy Marshall trong phục trang của Wonder Woman. Marshall có nhắc đến sự nổi tiếng của nó trên cộng đồng mạng Friendster và MySpace.

## Đánh giá chuyên môn
Bill Kuchman của Popculturology cho rằng tập phm này là "cơ hội cuối cùng của loạt phim để có cái kết bất ngờ để chuẩn bị những gì cần thiết cho tập phim cuối cùng vào tuần sau." Donna Bowman từ The A.V. Club cho bộ phim điểm B. Max Nicholson từ IGN cho tập phim 7.8/10, khi tán dương lễ cưới, sự kết thúc của vụ cá tát và bí ẩn về sợi dây chuyền, dù vậy vẫn cho rằng sự "cập nhật" lời thề của Marshall và Lily là không cần thiết.